# Albert Herzog (Schriftsteller)
Albert Herzog (* 26. März 1867 in Barmen (heute Stadtteil von Wuppertal); † 8. August 1955 in Baden-Baden) war ein deutscher Schriftsteller, Journalist, Dichter und Erzähler. Er war der ältere Bruder des bekannter gewordenen Schriftstellers Rudolf Herzog.

## Leben
Albert Herzog wurde als Sohn eines Buchdruckers geboren. Seine Mutter verstarb bereits 1874. Herzog erlernte zunächst einen kaufmännischen Beruf, begann aber schon früh mit dem Schreiben. Im Alter von 18 Jahren hatte er bereits ein Drama und mehrere Gedichte veröffentlicht – letztere als Gedichtbändchen Jungwuppertal (1886) zusammen mit seinem Bruder und anderen Autoren. Auch Vorträge hielt er zu dieser Zeit bereits.
So wandte er sich schon bald dem Journalismus zu und arbeitete zunächst bei der Westdeutschen Zeitung. 1888 holte ihn Wilhelm Girardet zum General-Anzeiger für Elberfeld-Barmen und machte ihn dort wenig später zum erfolgreichen Chefredakteur. Ab 1890 arbeitete er in Berlin als Leiter der dortigen Redaktion des Frankfurter Journals und vertrat gleichzeitig die Moskauer Deutsche Zeitung sowie den Hannoverschen Kurier. 1892 wurde er Direktor des Literarischen Büros des Deutschen Schriftstellerverbandes. Von 1893 bis 1920 war er Chefredakteur der Badischen Presse in Karlsruhe, von 1922 bis 1932 der Barmer Zeitung. In Karlsruhe war er Mitglied der Freimaurerloge Leopold zur Treue. 1913 wurde er als Nachfolger von Ludwig Munzinger Erster Vorsitzender des Vereins Karlsruher Presse.
Nach dem Ende seines aktiven Arbeitslebens lebte er in Baden-Baden, wo er 1955 starb.
Bedeutung erlangte er weniger als Schriftsteller denn als Journalist, insbesondere in seiner langen Schaffenszeit in Karlsruhe. In diese Zeit fiel auch der spektakuläre Mordprozess gegen Carl Hau, gegen dessen Ausgang – Todesurteil mit Umwandlung in lebenslange Haft – Herzog sich so vehement äußerte, dass er selbst zu einem Jahr Gefängnis verurteilt wurde; davon saß er allerdings nur vier Monate ab, von März bis Juli 1909.
Er unterhielt enge Kontakte zum badischen Hof und erhielt, vor allem im Zusammenhang mit dem Ersten Weltkrieg, mehrere Auszeichnungen, sowohl vom Großfürsten als auch auf nationaler Ebene.
Sein Nachlass befindet sich heute teils in der Badischen Landesbibliothek und teils im Stadtarchiv Karlsruhe.

## Werke
- Sulamith. Berlin 1892.
- Das Alexanderlied. Historischer Roman aus den Tagen Bertolds des Fünften von Zähringen. 1906
- Germaniens Huldigung. Karlsruhe 1895.
- Vaterland. Krefeld 1913.
- Ein Musenhof im alten Karlsruhe. Eine Skizze zum 200. Jahrestag der Gründung der Residenzstadt Karlsruhe am 17. Juni 1915, 1915 (Digitalisat)

## Auszeichnungen
- Jubiläumsmedaille zum fünfzigjährigen Regierungsjubiläum des Großherzogs von Baden, 1902[4]
- Ritterkreuz 2. Klasse des Ordens vom Zähringer Löwen, 1903[5]
- Kriegsverdienstkreuz des Großherzogs von Baden, 1916[6]
- Verdienstkreuz für Kriegshilfe der Königlich Preußischen Orden, 1918[7]